# Coțușca
Coțușca est une commune du județ de Botoșani en Roumanie.